# Schustehruspark
Der Schustehruspark ist eine denkmalgeschützte Grünanlage im Berliner Ortsteil Charlottenburg. Der 1914 eröffnete Park wurde vom Charlottenburger Stadtgartenarchitekten Erwin Barth entworfen und nach dem im Jahr zuvor verstorbenen Charlottenburger Oberbürgermeister Kurt Schustehrus benannt.

## Lage und Geschichte

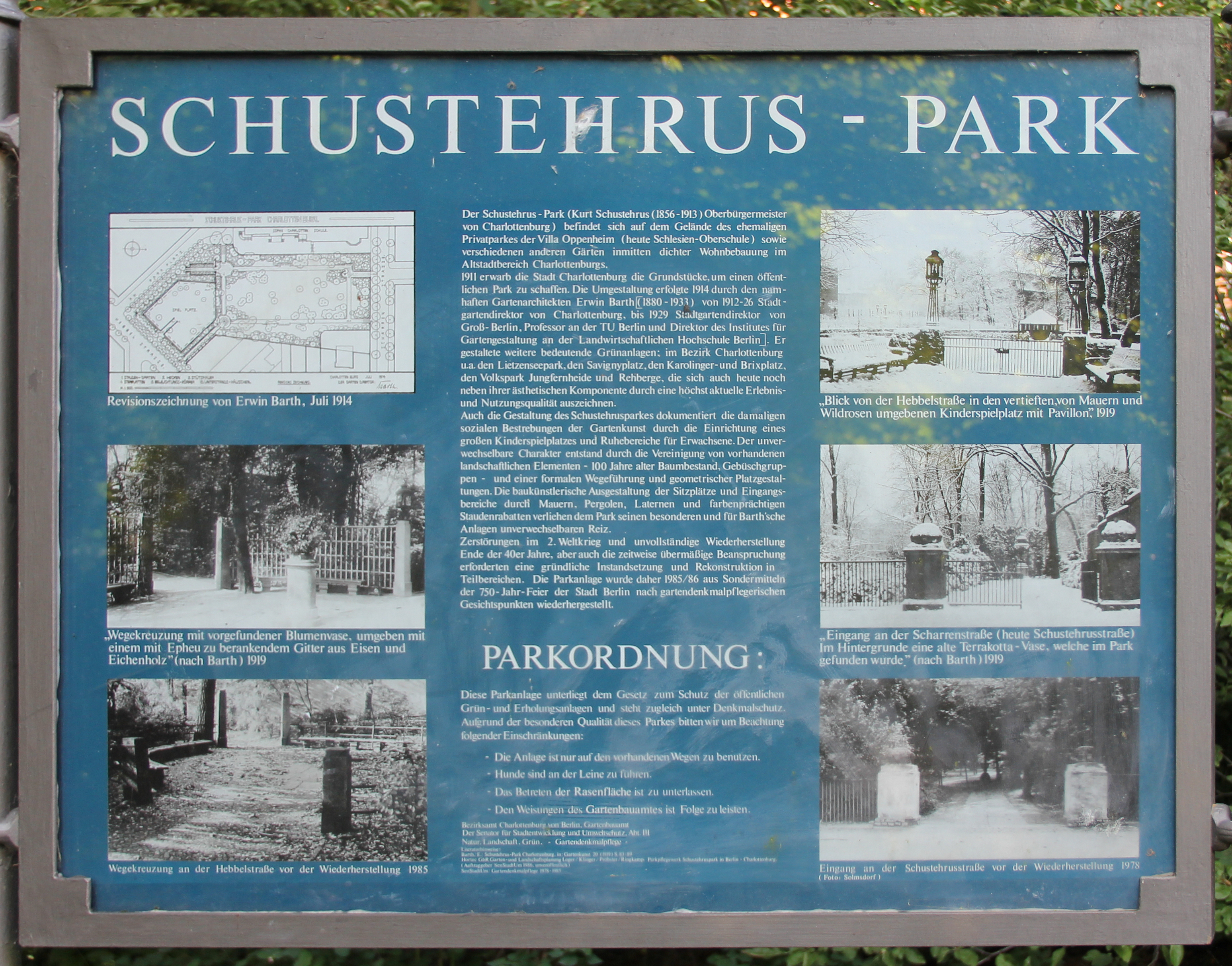
Gedenktafel, Schustehrusstraße 33 in Berlin-Charlottenburg

Der Park liegt am Nordende eines ehemaligen Feuchtgebiets, dem heutigen Nassen Dreieck, in dem sich der Abfluss des Lietzensees und der Schwarze Graben vereinigten. Das Feuchtgebiet wurde 1711 auf Betreiben von König Friedrich I. zu einem Karpfenteich ausgehoben, der allerdings bald wieder verlandete. Später gehörte das Gelände zum Privatpark der westlich angrenzenden Villa Oppenheim. Die Stadt Charlottenburg plante 1906 eine Straßenverbindung durch das Parkgelände zwischen der heutigen Nithackstraße und der Fritschestraße. Der Grundstückseigentümer Otto Georg Oppenheim setzte sich damals erfolgreich dagegen zur Wehr, weshalb noch heute die ersten Hausnummern der Fritschestraße fehlen, die zur Nithackstraße und zum Oppenheimschen Grundstück gehörten. Im Jahr 1911 erwarb die Stadt Charlottenburg das Gelände, um einen Erholungspark für die Bewohner der nahegelegenen Mietskasernen zu errichten, da man die Gefahr sah, „dass der schöne große Park zu Baustellen für Mietskasernen ausgenutzt wird.“ Vom großen Oppenheimschen Garten reservierte man jedoch nur den Ostteil für den Park. Den Nordteil des Gartens an der Schustehrusstraße nutzte man später für den Bau einer Schule. Vom Südteil verkaufte man die Grundstücke Schloßstraße 56–58 an private Bauherren zur Bebauung und schaffte einen Zugang zum geplanten Park von der Schloßstraße aus, den heutigen Otto-Grüneberg-Weg. Der Weg erhielt bereits am 26. November 1912 den Namen Am Parkplatz.
Mit dem Entwurf des Parks wurde Charlottenburger Gartendirektor Erwin Barth beauftragt. In seine Planungen für die Anlage bezog Barth den alten Baumbestand mit ein und einige der dort aufgefundenen Gartenausstattungen, wie Zäune und Terrakotta-Vasen. Barth entwarf selbst die Gaslaternen für die Erholungsanlage. Im Zweiten Weltkrieg wurde der Park stark zerstört. In den letzten Kriegstagen fanden dort Notbegräbnisse statt. 1947/1948 wurde der Park von Walter Hilzheimer vereinfacht wiederhergestellt. Anlässlich der 750-Jahr-Feier Berlins im Jahr 1987 wurde er im Barthschen Sinne rekonstruiert.
In der Mitte des rechteckigen Parks befindet sich eine große Grünfläche, die von Beeten, Bäumen und von hierfür entworfenen Bänken umgeben ist. An der östlichen Seite befindet sich ein Staudengarten. An den zwei südlichen Ecken des Parks gibt es kleine Rondelle mit hierfür entworfenen Lampen und Sitzgelegenheiten. Acht terrakottafarbene Vasen an markanten Punkten des Parks sind den verloren gegangenen Steinvasen aus dem Jahr 1914 nachempfunden. Sie wurden vom Bildhauer Gerald Matzner für die Rekonstruktion 1987 geschaffen. An die Südseite grenzt ein zum Park gehöriger Kinderspielplatz mit einem kleinen Unterstand. Er wurde während des Ersten Weltkriegs als Betriebsfläche vom Gartenbauamt genutzt, auf der gegen Ende des Krieges Futter angebaut wurde, und erst nach Kriegsende fertiggestellt.